# Currie Cup 1914
La Currie Cup de 1914 fue la decimoprimera edición del principal torneo de rugby provincial de Sudáfrica.
Se disputó en la ciudad de Durban, resultando campeón el equipo de Western Province quienes obtuvieron su noveno campeonato.

## Sistema de disputa
El torneo se disputó en formato liga donde cada equipo se enfrentó a los equipos restantes, obteniendo 2 puntos por victoria, 1 por empate y 0 por la derrota.

## Clasificación
| Pos. | Equipo                  | Encuentros | Encuentros | Encuentros | Encuentros | Tantos | Tantos | Tantos | Puntos |
| Pos. | Equipo                  | PJ         | PG         | PE         | PP         | F      | C      | Dif    | Puntos |
| ---- | ----------------------- | ---------- | ---------- | ---------- | ---------- | ------ | ------ | ------ | ------ |
| 1.º  | Western Province        | 9          | 9          | 0          | 0          | 193    | 6      | +187   | 18     |
| 2.º  | Transvaal               | 9          | 7          | 0          | 2          | 169    | 49     | +120   | 14     |
| 3.º  | Orange Free State       | 9          | 6          | 1          | 2          | 83     | 35     | +48    | 13     |
| 4.º  | Griqualand West         | 9          | 5          | 1          | 3          | 78     | 59     | +19    | 11     |
| 5.º  | Natal                   | 9          | 5          | 0          | 4          | 83     | 66     | +17    | 10     |
| 6.º  | Eastern Province        | 9          | 3          | 1          | 5          | 48     | 99     | -55    | 7      |
| 7.º  | Border                  | 9          | 2          | 2          | 5          | 57     | 122    | -65    | 6      |
| 8.º  | South Western Districts | 9          | 2          | 1          | 6          | 46     | 109    | -63    | 5      |
| 9.º  | North Eastern Districts | 9          | 2          | 1          | 6          | 46     | 146    | -100   | 5      |
| 10.º | Rhodesia                | 9          | 0          | 1          | 8          | 35     | 147    | -112   | 1      |

## Campeón
| Bandera de Sudáfrica     |
| Campeón Western Province |
| Noveno título            |